# Alfred Schouppé

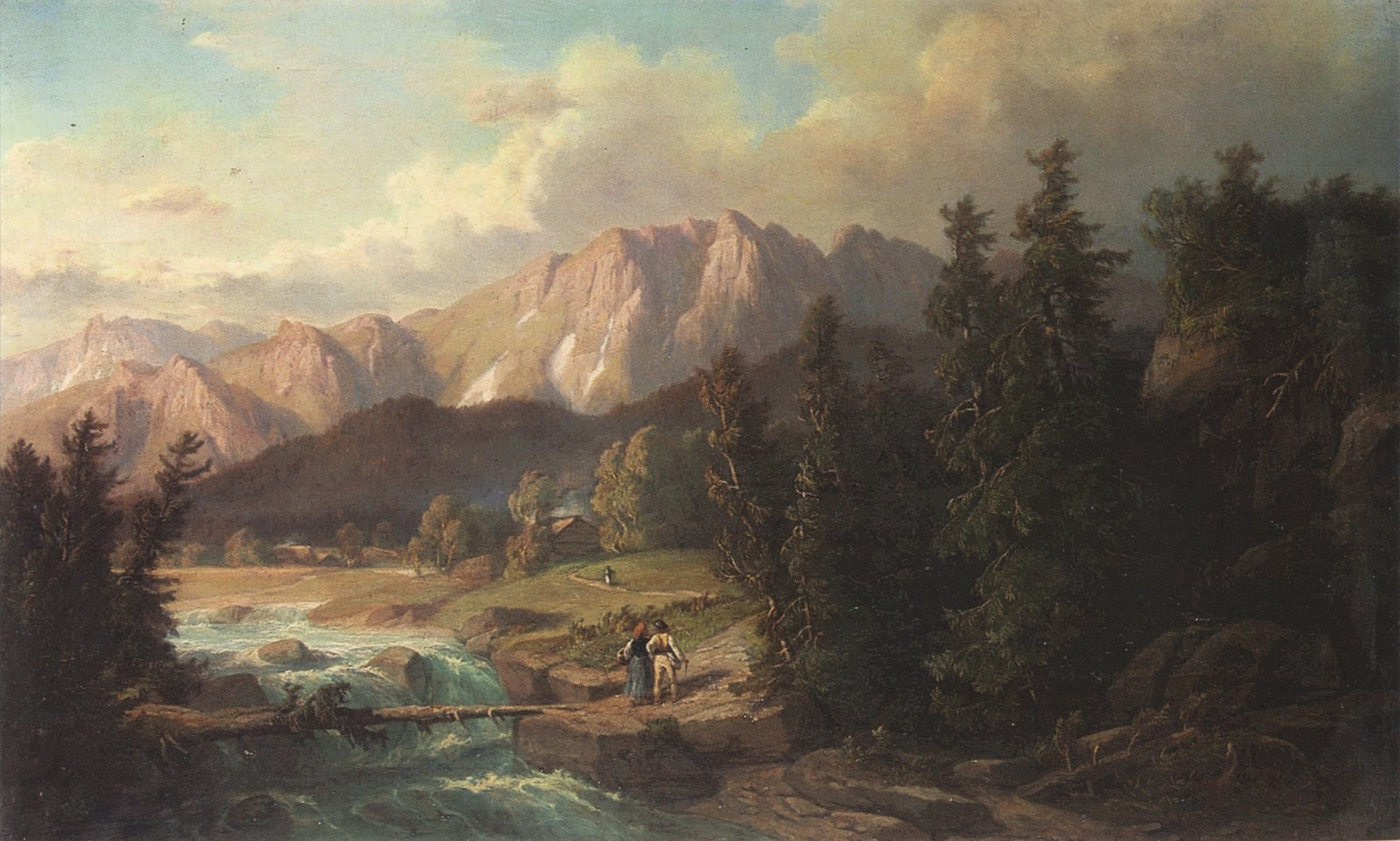
Widok Tatr, 1849

Alfred Zenon Wiktor Schouppé (ur. 23 grudnia 1812 w Grabownicy Starzeńskiej, zm. 15 kwietnia 1899 w Krynicy) – polski malarz, autor pejzaży tatrzańskich. 

## Życiorys
Był uczniem Jana Nepomucena Głowackiego w Krakowie i Józefa Richtera w Warszawie. W 1837 dzięki rządowemu stypendium wyjechał na studia do Akademii św. Łukasza w Rzymie, gdzie kształcił się pod okiem Tommasa Mindardiego. Powrócił do Warszawy w 1840. Odbył wiele podróży zagranicznych, po przejściu na emeryturę w 1897 opuścił Warszawę. Prawie co roku bywał w Tatrach. Jego tatrzańskie krajobrazy cechuje poetyczność i idealizm. Malował również obrazy religijne oraz zajmował się ilustratorstwem we współpracy z Juliuszem Kossakiem. 
Jeden z założycieli Towarzystwa Zachęty Sztuk Pięknych w Warszawie.
Zajmował się głównie pejzażem, choć początkowo malował także obrazy religijne. Jako jeden z pierwszych malował pejzaże tatrzańskie. Współpracował z Juliuszem Kossakiem przy wykonywaniu ilustracji.

## Galeria

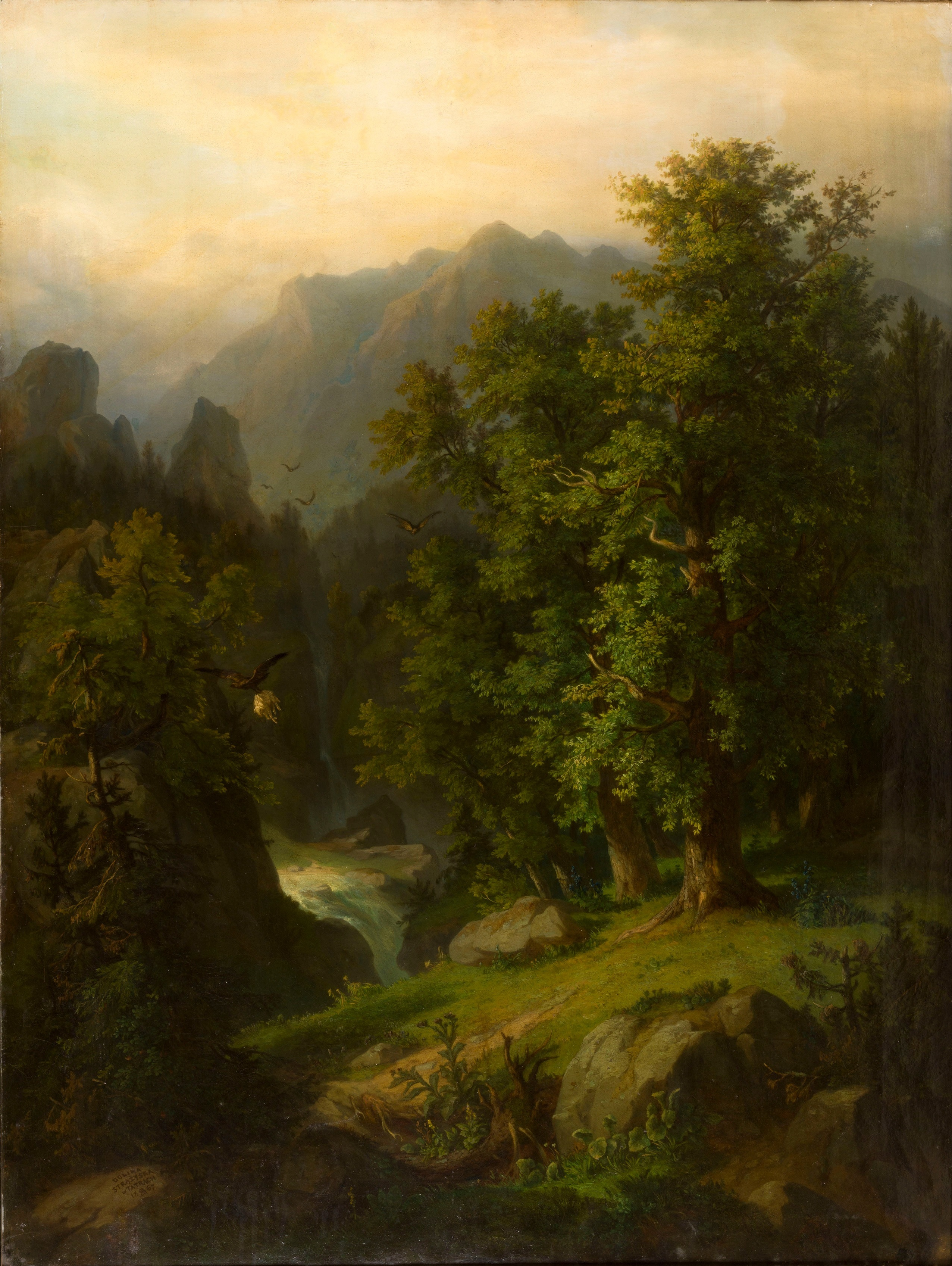
"Dolina Strążyska w Tatrach" z 1867 r. Muzeum Tatrzańskie im. dra Tytusa Chałubińskiego w Zakopanem
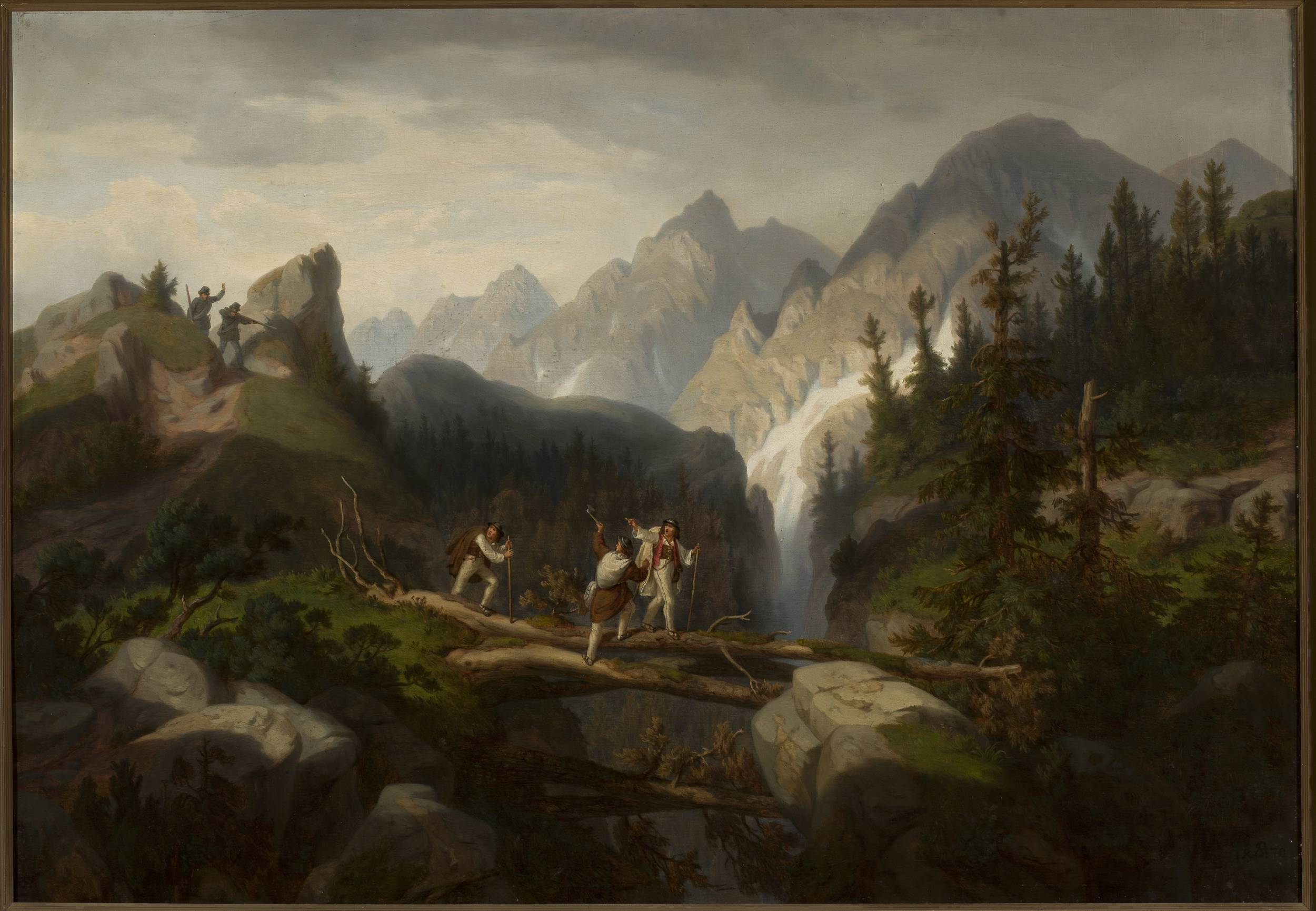
"Kontrabandziści w Tatrach" z 1870 r. Muzeum Narodowe w Warszawie
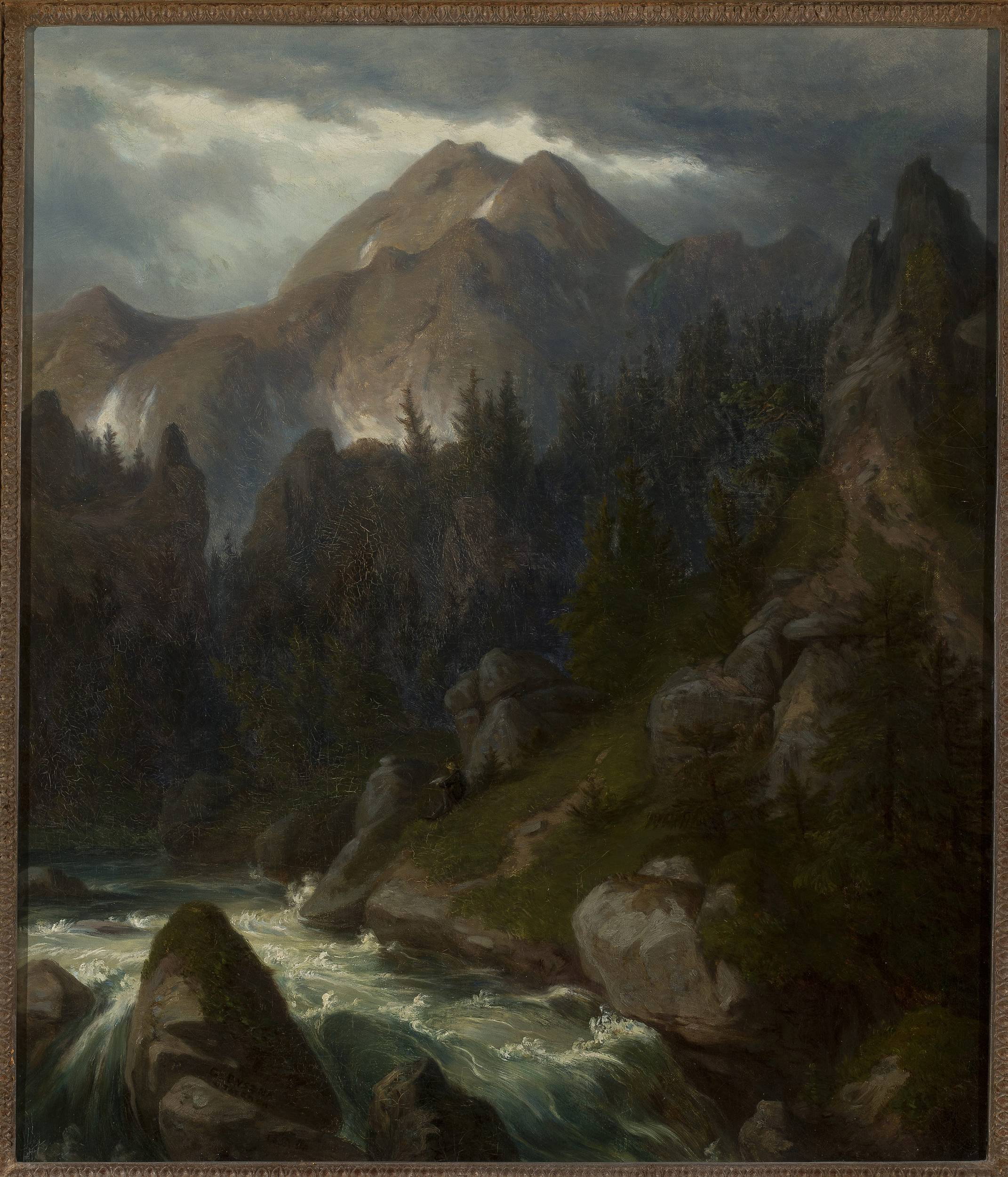
"Góra Pyszna w Tatrach" z 1885 r. Muzeum Narodowe w Warszawie
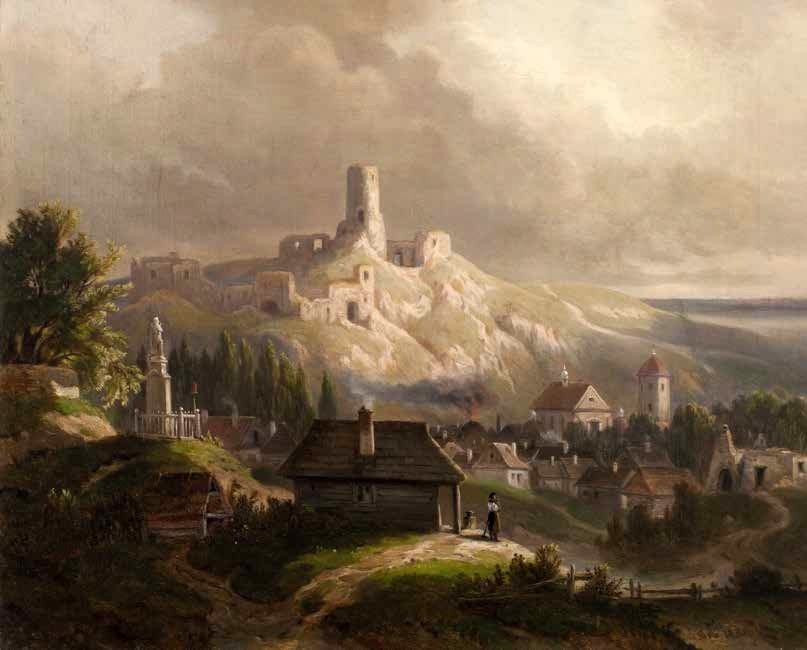
"Widok Iłży" z 1886 r. Muzeum Narodowe w Kielcach
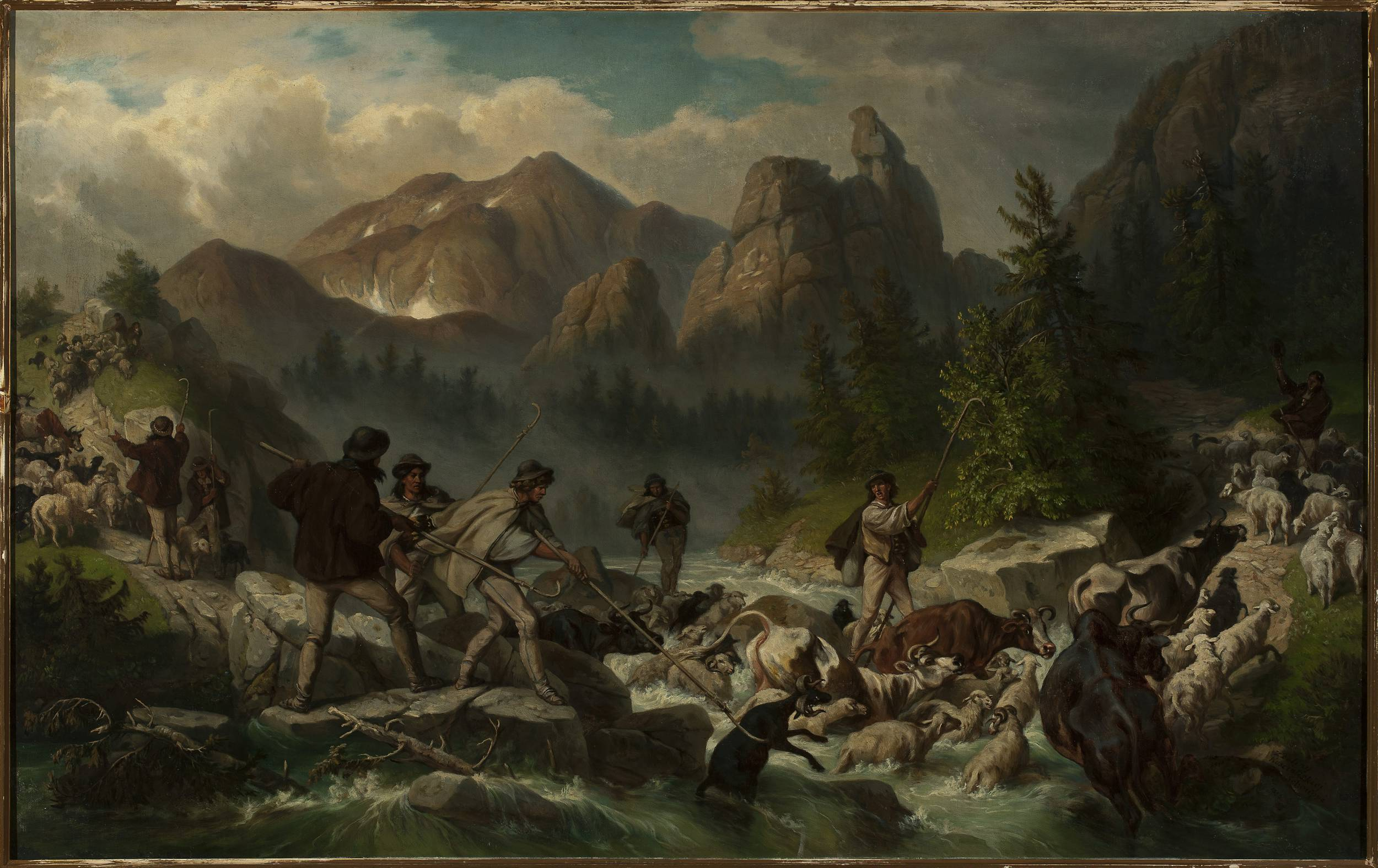
"Motyw z Doliny Kościeliskiej" z 1886 r. Muzeum Narodowe w Warszawie
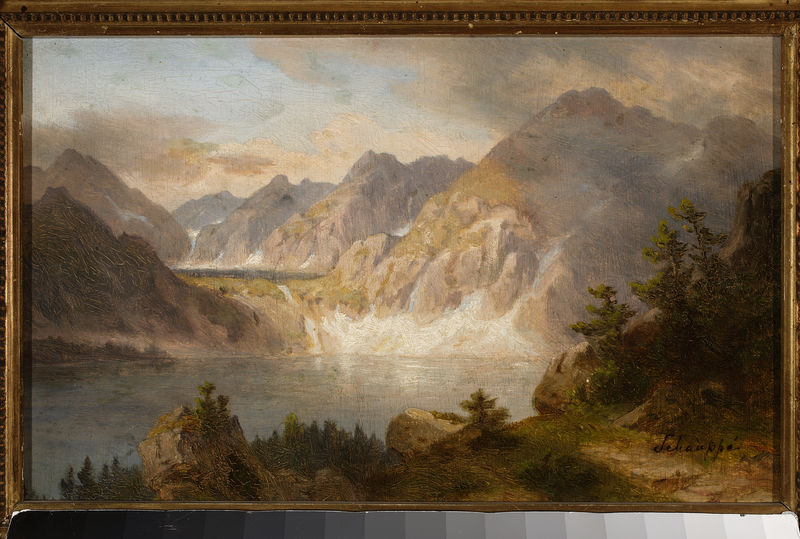
"Morskie Oko" Muzeum Narodowe w Warszawie